# Wild Horses (versión de Susan Boyle)
«Wild Horses» es el primer sencillo de la cantante escocesa Susan Boyle, quien logró un sorprendente reconocimiento mundial a partir de su  participación en el programa de concursos británico Britain's Got Talent, transmitido por la red de televisión británica ITV. La inserción del video de su interpretación en el popular sitio de la web  Youtube,  fue el auténtico disparador de la ignota cantante a la fama mundial. 
La canción es el primer sencillo de su álbum debut I Dreamed a Dream, lanzado en noviembre de 2009.

## Versiones
La música es originalmente de The Rolling Stones, lanzada en 1971.

## Posicionamiento
"Wild Horses" entró al Irish Singles Chart el 26 de septiembre del 2009 en la posición #12.
| Listas (2009)        | Posiciones |
| -------------------- | ---------- |
| Irish Singles Chart  | 12         |
| UK Singles Chart     | 9          |
| US Billboard Hot 100 | 98         |